# Mont Panié
Le mont Panié, localement appelé Taaluny, est un sommet de Nouvelle-Calédonie s'élevant à 1 629 mètres d'altitude au nord de l'île de Grande Terre, dans la Chaîne centrale, et constituant le point culminant de cette collectivité d'outre-mer. Il est constitué de roches métamorphiques. Situé face aux vents dominants, il reçoit une grande quantité de précipitations qui favorisent le développement d'une forêt humide, avec un endémisme important parmi la végétation, notamment le Kaori du mont Panié, comme parmi les oiseaux et les reptiles. Afin de préserver cet écosystème, la montagne est protégée depuis 1950 au sein d'une réserve de vie sauvage de 5 000 hectares, qui fonctionne en cogestion avec une association kanake. Ainsi, l'ascension vers le sommet est réglementée et la montagne reste relativement isolée.

## Toponymie
Panié (ou Panyé) est le nom d'un tertre, l'élément fondateur d'une tribu traditionnelle de Nouvelle-Calédonie, situé sur la côte à l'est du sommet. Le mont Panié est appelé Taaluny, dans la langue locale.

## Géographie

### Situation
Le mont Panié est situé dans la collectivité d'outre-mer française de Nouvelle-Calédonie, dans la province Nord, sur le territoire de la commune de Hienghène. Son sommet s'élève dans la partie septentrionale de l'île de Grande Terre, à 53 kilomètres au nord de Koné, le chef-lieu de la province, et à 255 kilomètres au nord-ouest de Nouméa, capitale de la collectivité. La côte orientale de l'île se trouve à seulement 5 kilomètres au nord-est, tandis que la côte occidentale est à 40 kilomètres. Le sommet fait partie de la Chaîne centrale.

### Topographie
La montagne s'élève à 1 629 mètres d'altitude,. Point culminant de l'île de Grande Terre, et de toute la Nouvelle-Calédonie, sa proéminence est également 1 629 mètres, ce qui en fait un sommet ultra-proéminent ; le sommet plus élevé le plus proche est le mont Tabwemasana (1 875 m), point culminant du Vanuatu, à plus de 600 kilomètres au nord-nord-est.
La partie sommitale de la montagne est relativement plane. Le mont Panié constitue un massif allongé le long de la côte orientale de l'île incluant le mont Colnett à 1 512 mètres d'altitude, au nord-ouest.

### Hydrographie
Le versant occidental est la source de la rivière Wéwec et le versant méridional donne naissance à la rivière Konpwara, affluent de la rivière Gùèn, qui appartiennent au bassin versant du fleuve Ouaieme. Le versant nord-est est la source de trois petits fleuves côtiers : Kugâc, Wé Caot et Padyéém.

### Géologie
La Nouvelle-Calédonie est une île située sur la ride de Norfolk, en marge du continent quasi-submergé de Zealandia. Les roches qui constituent le mont Panié sont issues de la collision du continent avec l'arc volcanique insulaire de Loyauté vers la fin de l'Éocène, durant un contexte de subduction. La couverture sédimentaire du bassin les séparant se retrouve compressée et enfouie, créant un métamorphisme de haute pression et basse température, formant les terranes de Diahot et Pouebo. Ces roches sont ensuite obduites au-dessus de la croûte continentale durant la collision avec l'arc des îles Loyauté. Ainsi, le mont Panié est constitué de gneiss, de micaschiste et, sur son arête sud-est, de schiste bleu,. Elles sont issues du métamorphisme de sédiments de type volcanoclastiques, grauwackes et schistes argileux déposés du Trias au Jurassique inférieur,. Le sommet est traversé par une faille d'orientation nord-nord-ouest à sud-sud-est.

### Climat
Le mont Panié est situé face à la côte au vent de Grande Terre,. Les précipitations peuvent dépasser 10 000 mm par an, avec une saison des pluies centrée sur les mois de décembre à avril. En raison du brouillard fréquent au-dessus de 600 mètres d'altitude, avec une saturation de l'air en humidité en milieu de journée, une partie significative de ces précipitations se produit sous forme néphélénique, plus acide et plus riche en nutriments que la pluie. L'apparition d'El Niño entraîne des années plus sèches sur la montagne. De plus, la réflexion du rayonnement ultraviolet est intense en début de journée mais l'insolation est réduite de 10 à 50 % lorsque les nuages s'élèvent. En juillet et août, les températures minimales peuvent passer sous 0 °C et les températures moyennes sont inférieures à 15 °C de mai à septembre.

### Faune et flore

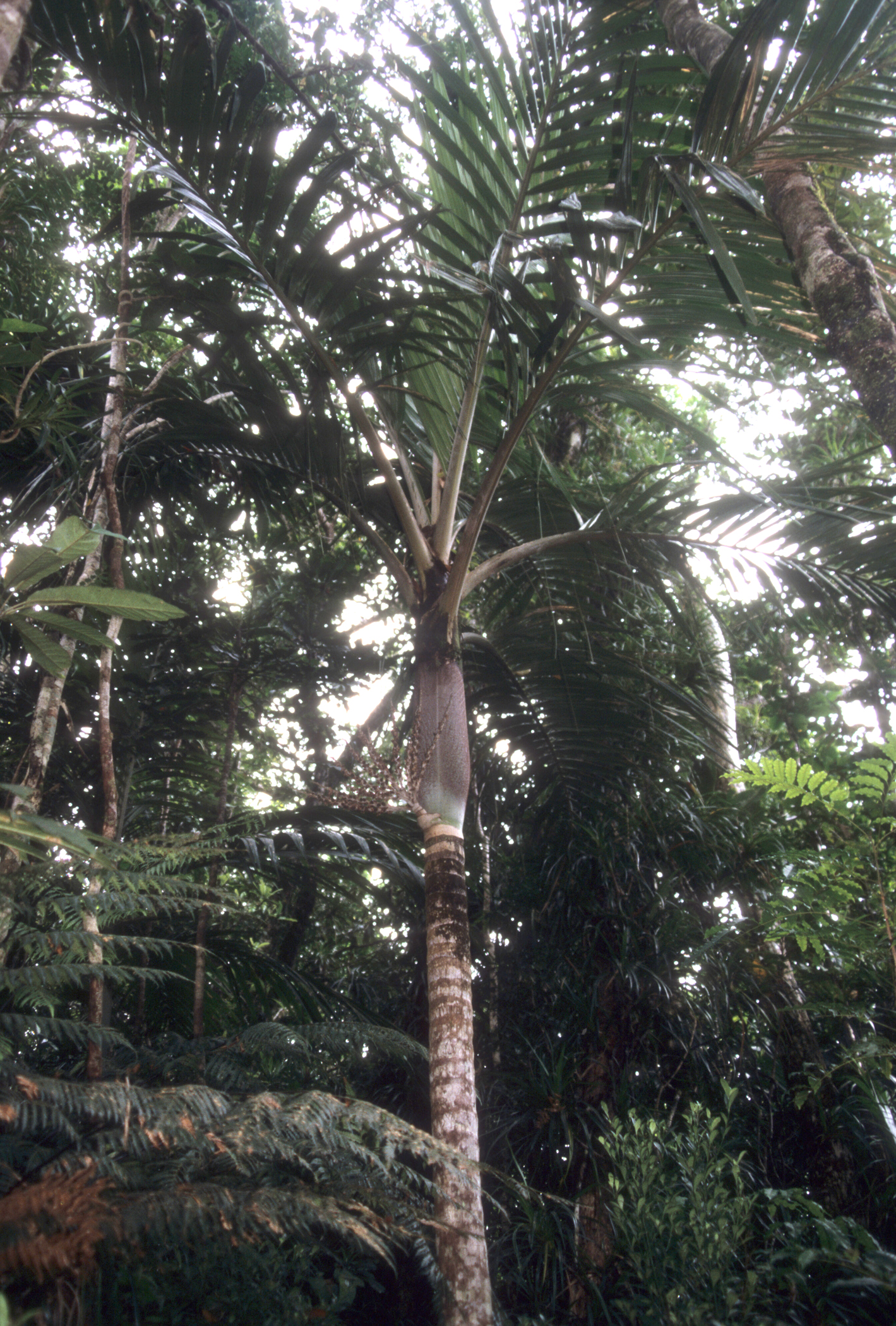
Le palmier Chambeyronia lepidota dans les forêts du mont Panié.

Le mont Panié, tout comme la plupart de la côte est de l'île, fait partie de l'écorégion terrestre du WWF des forêts humides de Nouvelle-Calédonie, inscrit sur la liste du Global 200, la région étant reconnue comme point chaud de biodiversité mondiale. En effet, l'île possède une densité d'espèces et un taux d'endémisme très importants. Cependant, la couverture de forêt humide a rapidement régressé, passant de 70 % à un peu plus de 20 % de la surface du territoire. Cela fait du vaste massif forestier du mont Panié, d'une superficie d'environ 20 000 ha, un site particulièrement important pour la biodiversité.
Si l'altitude est dans l'ensemble relativement modérée, elle joue un rôle important pour la végétation, avec en particulier l'influence de l'humidité due aux couches nuageuses au-delà de 800 m,. Le Kaori du mont Panié (Agathis montana, dayu biik en kanak), endémique du massif, est l'arbre emblématique de la montagne et une espèce clef dans son écosystème. Il domine largement la canopée au-delà de 1 200 m d'altitude, avec cependant aussi quelques Araucaria schmidii. À ce niveau, les sous-bois sont riches en Myrtacées, en particulier les espèces du genre Metrosideros. À plus basse altitude, entre 900 et 1 200 m, le Kaori partage le terrain avec des espèces de Cunoniaceae, des Lauraceae du genre Endiandra, des Araliaceae du genre Schefflera, des Euphorbiaceae du genre Austrobuxus mais aussi une quantité importante de palmiers, dont ceux du genre Basselinia et Brongniartikentia lanuginosa et Chambeyronia lepidota. Une grande partie des espèces végétales est endémique, une analyse de la flore vasculaire du massif de Panié en 2010 révélant 490 espèces dont environ 77 % sont endémiques.
La Nouvelle-Calédonie ne compte que très peu d'espèces de mammifères natives, et aucune n'est particulièrement spécifique des zones de montagnes. En revanche, le Cerf rusa (Cervus timorensis) et le cochon marron (Sus scrofa domesticus), espèces introduites, sont présents dans les forêts de basse altitude du massif et sont considérés comme des espèces envahissantes causant des dommages croissants dans la végétation. Si le nombre d'espèces d'oiseaux sur l'île est aussi relativement faible, l'avifaune de Nouvelle-Calédonie reste très intéressante en particulier du fait d'un taux d'endémisme de 34 %. Ainsi, une quarantaine d'espèces a été identifiée autour du mont Panié, dont 17 espèces endémiques. Parmi les espèces notables et menacées figurent le Pétrel de Tahiti (Pseudobulweria rostrata), seule espèce marine du massif, le Méliphage toulou (Gymnomyza aubryana), l'espèce d'oiseau la plus menacée de Nouvelle-Calédonie et la Perruche cornue (Eunymphicus cornutus). Autrement, les espèces les plus courantes sont le Carpophage géant (Ducula goliath), la Gérygone mélanésienne (Gerygone flavolateralis), le Myzomèle calédonien (Myzomela caledonica), le Siffleur calédonien (Pachycephala caledonica), le Ptilope vlouvlou (Drepanoptila holosericea), le Rhipidure à collier (Rhipidura fuliginosa), le Rhipidure tacheté (Rhipidura verreauxi) et le Zostérops à dos vert (Zosterops xanthochroa). Les reptiles et amphibiens de Nouvelle-Calédonie sont réputés pour leur endémisme régional (micro-endémisme), et ainsi, les geckos Bavayia montana et Dierogekko validiclavis, tout comme le Scinque nain du Nord (Nannoscincus exos) vivent presque exclusivement dans le massif de Panié. Au total, l'expédition de 2010 a identifié 17 espèces de reptiles et une de grenouille (Dryopsophus aureus) autour du mont Panié.

## Histoire
En 1938, l'ethnologue et missionnaire Maurice Leenhardt se rend dans la région du mont Panié, alors fortement isolée,, mais doit repartir rapidement avec le déclenchement de la Seconde Guerre mondiale,. Aucun autre Européen ne revient sur les versants de la montagne avant le milieu des années 1950 et la venue de l'anthropologue Jean Guiart ; par sentiment d'abandon, la population locale se convertit au protestantisme.
En 2013, le refuge Henri Blaffart, nommé en l'honneur du fondateur de l'association Dayu Biik, comportant vingt couchages et situé à 600 mètres d'altitude sur le versant méridional du mont Panié, est incendié.

## Activités

### Ascension
Le sommet est accessible en randonnée pédestre par deux itinéraires présentant un dénivelé positif cumulé d'environ 1 800 mètres, pour cinq à sept heures de marche ; l'aller-retour s'effectue généralement en deux jours. Depuis Tao (Wara), un lieu-dit sur la côte dont l'accès est facile, la météo est généralement plus favorable ; l'ascension est longue mais dispose d'un accès direct au refuge Maruia (ou du mont Panié) situé à 1 350 mètres d'altitude et comportant huit couchages, depuis lequel le sommet peut être atteint en une heure. Une autre cabane, l'abri du Doo Manik, à 260 mètres d'altitude peut également être utilisé en cas de besoin sur ce versant. Depuis Hault-Coulna (Paana), un tertre dans la vallée du Ouaieme, le dénivelé est légèrement moindre et le sentier est moins raide. Il est possible d'établir un bivouac à proximité du sommet. La montagne étant située dans une aire protégée, il est nécessaire d'obtenir une autorisation provinciale auprès de la Direction de développement économique de Poindimié et recommandé d'être accompagné par un guide accompagnateur certifié par l'association Dayu Biik, dont les membres promeuvent des activités éducatives et écotouristiques.

### Protection environnementale
Le sommet fait partie de la réserve de nature sauvage du Mont-Panié, créée en 1950 sous l'appellation de réserve botanique du Mont-Panié puis requalifiée en 2008. Elle s'étend sur 5 000 hectares,. L'association Dayu Biik est, depuis 2004, la représentante des tribus kanakes et l'interlocutrice dans le cadre d'une cogestion, particulièrement impliquée dans la préservation de l'environnement, le reboisement et la lutte contre les espèces envahissantes.
La montagne est également désignée comme zone clé de biodiversité abritant, dans sa partie centrale, une zone importante pour la conservation des oiseaux et dans sa partie méridionale la réserve de nature sauvage.

## Dans la culture
Dans la tradition kanake, le sommet du mont Panié est le domaine du dieu Diwang. Il aurait amené la mer sur la montagne, dans des feuilles de tiaré sauvage, d'où la présence de galets marins.